# Audrey Donnithorne
Audrey Gladys Donnithorne (Santai, Sichuan, China republicana, 27 de noviembre de 1922 – Hong Kong, 9 de junio de 2020) fue una economista política y misionera británica, destacada por sus esfuerzos por reconstruir la Iglesia católica en China, en particular la Iglesia católica en Sichuan, después de la Revolución Cultural (1966–1976).

## Primeros años y educación
Hija de Vyvyan Donnithorne y Gladys Emma Ingram, misioneros anglicanos destinados a Szechwan Occidental. Nació en 1922 en Santai en un hospital cuáquero de la Asociación de las Misiones Extranjeras de los Amigos, Donnithorne creció en Sichuan, donde ella y sus padres fueron secuestrados por bandidos cuando tenía dos años. Ellos y otros seis fueron llevados a las montañas con el cuello atado con un ronzal. En 1927, sus padres la enviaron a Inglaterra para recibir educación.
Cuando estalló la Segunda Guerra Mundial, se dirigió del Reino Unido a Francia y navegó a Sichuan para reunirse con su familia en 1940. Insatisfecha con la vida religiosa protestante en el campus de la Universidad de la Unión de China Occidental (Chengtu), entró en contacto con Eusebio Arnáiz Álvarez, miembro de la misión redentorista española activa en el vicariato apostólico de Chengtu. En 1942, el padre Arnáiz visitó a Donnithorne en el campus y le prestó unos libros. Al año siguiente se convirtió al catolicismo. Su bautismo tuvo lugar en la catedral de la Inmaculada Concepción de Chengtu.
Posteriormente viajó en avión a través de la Birmania ocupada por Japón, para llegar a su país de origen. De regreso al Reino Unido, Donnithorne trabajó para la Oficina de Guerra. Luego se trasladó al Somerville College de la Universidad de Oxford para estudiar philosophy, politics and economics, donde conoció a Margaret Thatcher, a quien sucedió como secretaria universitaria del Partido Conservador.

## Carrera profesional y muerte
Donnithorne llegó a ser una académica exitosa en el University College de Londres y en 1969 se mudó a Camberra (Australia) para trabajar en la Universidad Nacional Australiana, donde fue directora del Centro de China Contemporánea. Su magnum opus es China's Economic System. En 1973, estaba en Israel cuando estalló la guerra de Yom Kipur. En Australia recibió en su casa a los refugiados vietnamitas conocidos como Boat People. Tras su jubilación en 1985, se trasladó a Hong Kong. En 1997, el régimen chino la expulsó de China continental por sus actividades en favor de la Iglesia. En Hong Kong siguió en contacto con los líderes de la Iglesia. Con el apoyo en particular de Cáritas de Hong Kong, Donnithorne enviaba libros de oración y cantos a los católicos en China continental.
Trabajó con las víctimas del terremoto de Sichuan de 2008 – estableciendo un fondo para la reconstrucción de iglesias e instalaciones católicas con el apoyo de Joseph Zen Ze-kiun, cardenal de Hong Kong. También se convirtió en miembro honorario del Centro de Estudios Asiáticos de la Universidad de Hong Kong. En 2019 se publicaron sus memorias tituladas China: In Life's Foreground.
En 1993 la Santa Sede le otorgó la Medalla Pro Ecclesia et Pontifice y, en 1995, se hizo un miembro honorario de la Sociedad de las Misiones Extranjeras de París. Murió en Hong Kong el 9 de junio de 2020. Al día siguiente, se celebró una misa conmemorativa en la catedral del Sagrado Corazón de la diócesis de Nanchong (Sichuan), dirigida por el obispo Joseph Chen Gong'ao. Su misa fúnebre fue celebrada por el cardenal John Tong Hon y el cardenal emérito Joseph Zen Ze-kiun el 26 de junio en la iglesia de San José de Hong Kong.